# Židovský hřbitov v Letově
Židovský hřbitov v Letově se nachází asi 750 metrů jihovýchodně od místní části Letov, náležící pod město Podbořany. Dostat se k němu lze po autem sjízdné upravené polní cestě z obce Letov. Založen byl v první polovině 18. století a rozkládá se na celkové ploše 1378 m². Do dnešní doby se dochovalo zhruba 100 náhrobních kamenů, z nichž některé jsou vyrobeny z místního červeného pískovce. Nejstarší dochované stély pochází z druhé poloviny 18. století. Hřbitov byl poničen během druhé světové války a následně během minulého režimu. Hřbitov byl v roce 2018 obnoven[zdroj⁠?!] a je volně přístupný.

Galerie
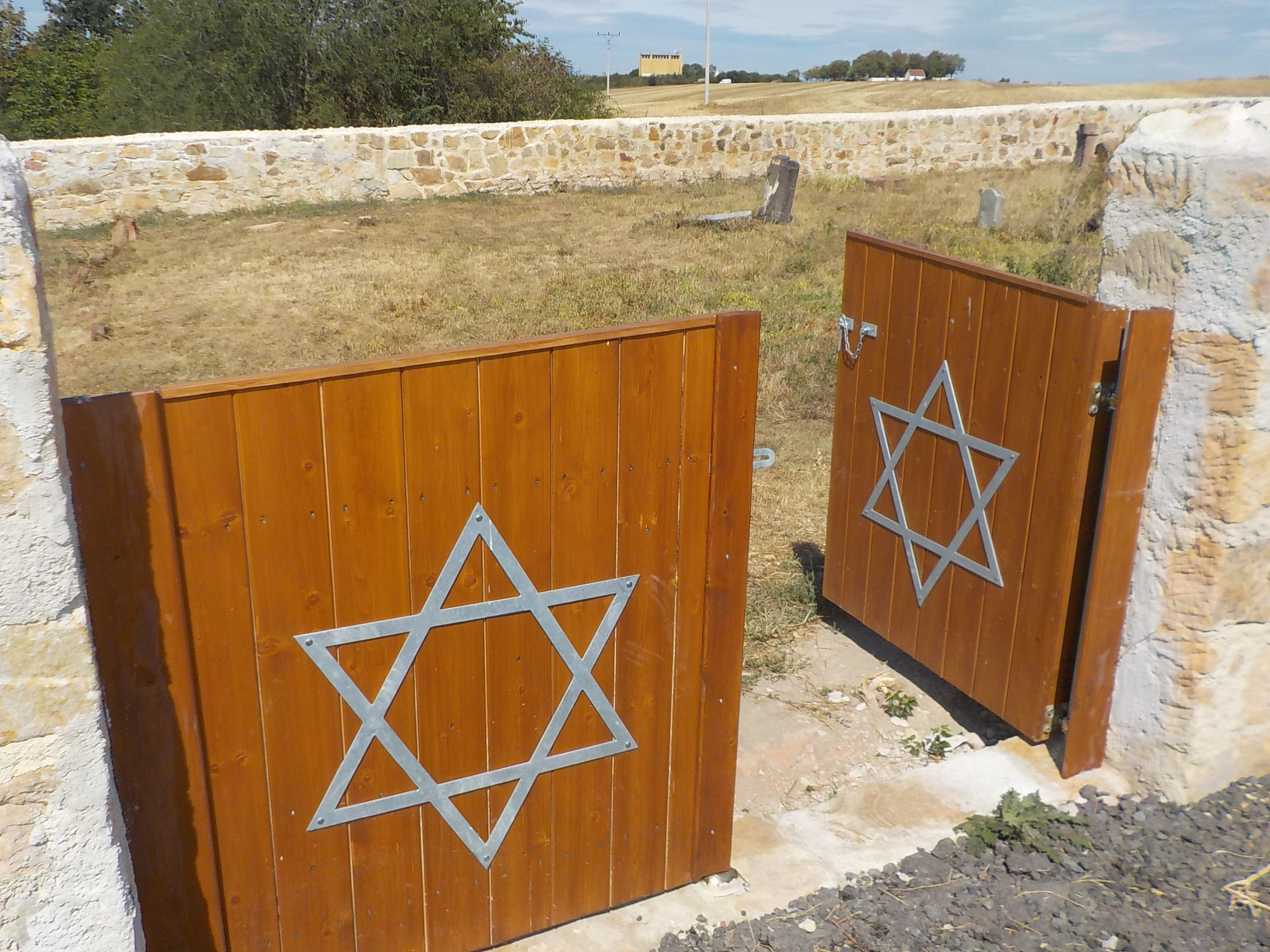
Vstupní brána
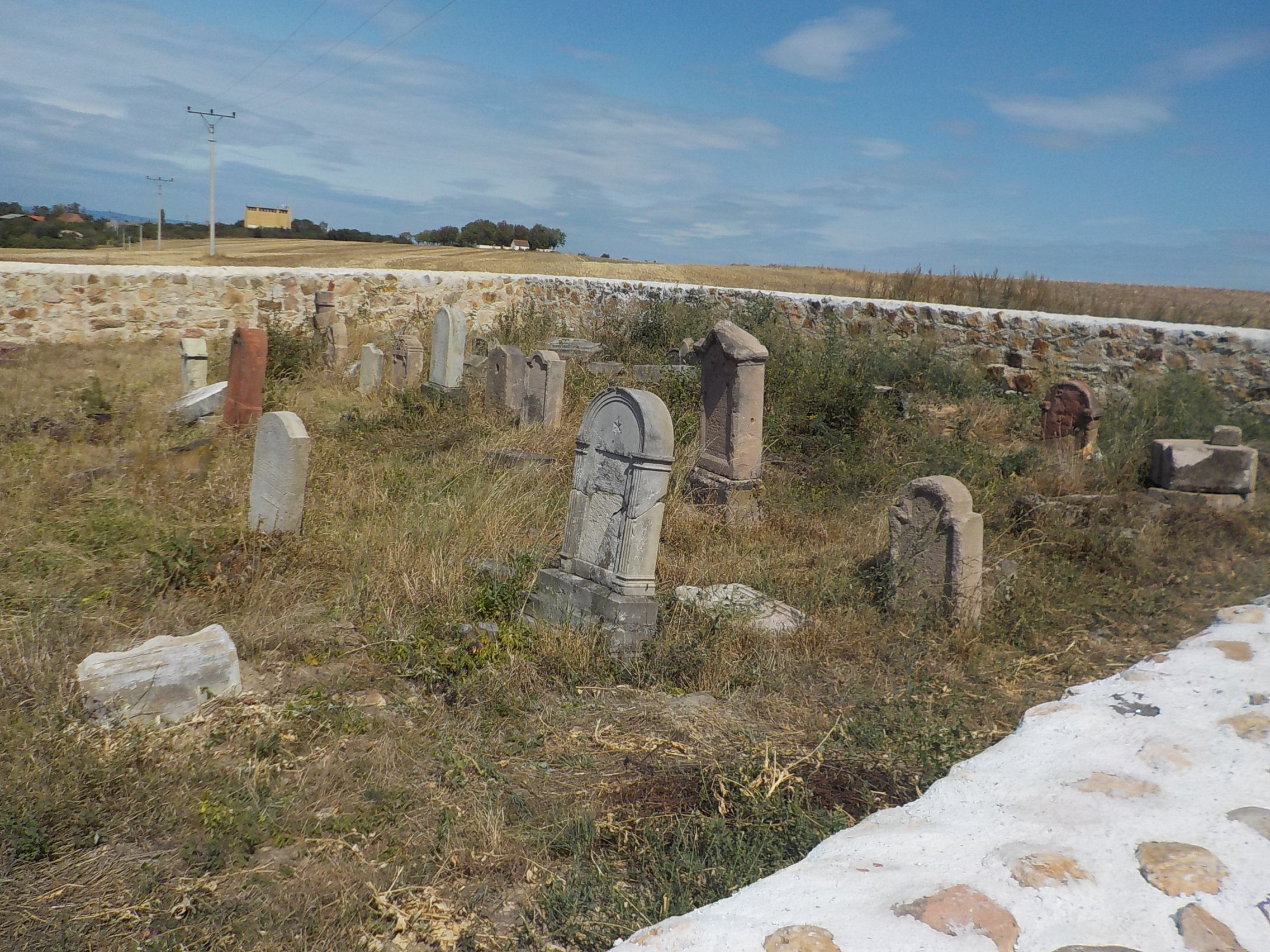
Areál hřbitova
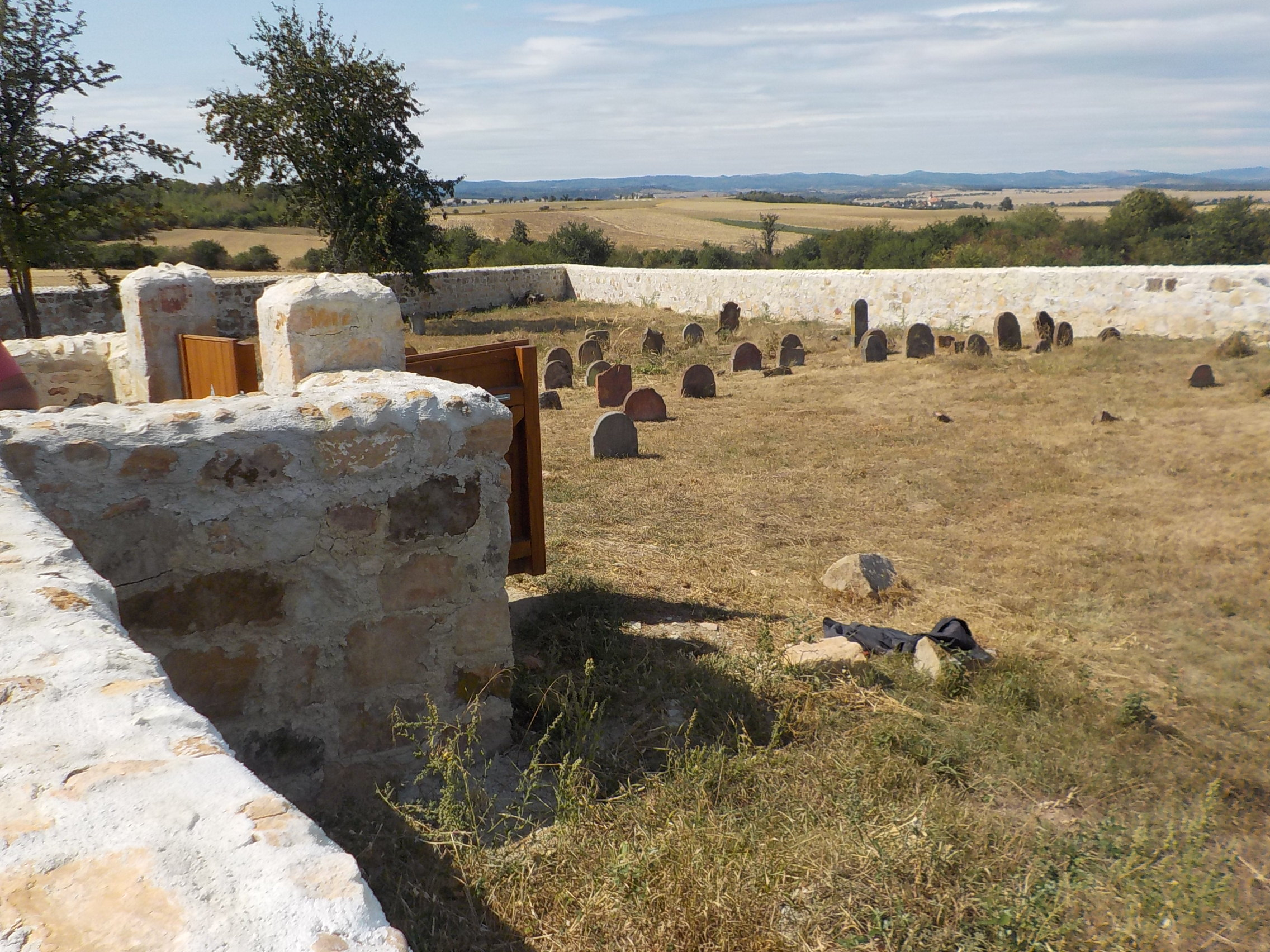
Areál hřbitova